# Christopher Meneses
Christopher Meneses Barrantes (ur. 2 maja 1990) – piłkarz kostarykański grający na pozycji lewego obrońcy. Od 2013 roku jest zawodnikiem klubu IFK Norrköping.

## Kariera klubowa
Swoją karierę piłkarską Meneses rozpoczął w klubie LD Alajuelense. W 2008 roku awansował do kadry pierwszego zespołu i w sezonie 2008/2009 zadebiutował w nim w kostarykańskiej Primera División. Wraz z Alajuelense wygrał mistrzostwa fazy Invierno (2010/2011, 2011/2012 i 2012/2013) i Verano (2010/2011).
Latem 2013 Meneses przeszedł do szwedzkiego klubu IFK Norrköping.
| Sezon   | Klub           | Kraj      | Rozgrywki        | Mecze | Bramki |
| ------- | -------------- | --------- | ---------------- | ----- | ------ |
| 2008/09 | LD Alajuelense | Kostaryka | Primera División | 2     | 0      |
| 2009/10 | LD Alajuelense | Kostaryka | Primera División | 13    | 0      |
| 2010/11 | LD Alajuelense | Kostaryka | Primera División | 29    | 2      |
| 2011/12 | LD Alajuelense | Kostaryka | Primera División | 22    | 1      |
| 2012/13 | LD Alajuelense | Kostaryka | Primera División | 34    | 6      |
| 2013    | IFK Norrköping | Szwecja   | Allsvenskan      | 11    | 1      |

## Kariera reprezentacyjna
W reprezentacji Kostaryki Meneses zadebiutował w 2009 roku. W styczniu 2013 wygrał z Kostaryką Copa Centroamericana 2013. W tym samym roku dostał powołanie do kadry na Złoty Puchar CONCACAF 2013.